# Marlene Taschen
Marlene Taschen, née le 25 septembre 1985 à Cologne, est une éditrice allemande. Depuis décembre 2016, elle est directrice générale, responsable de la gestion de l’ensemble des activités de Taschen, en collaboration avec son père, fondateur de l'entreprise,,. 

## Biographie
Elle est la fille de l'éditeur Benedikt Taschen et de sa première épouse Angelika Muthesius. Après le bac, elle part en Australie puis, de retour à Berlin, travaille quelque temps avec le nouveau mari de sa mère. Elle suit ensuite durant un an son petit-ami au Panama et revient suivre ses études au Royaume-Uni.
Elle obtient une maîtrise en psychologie sociale et culturelle à la London School of Economics et un bachelor en psychologie et commerce à la Kingston University de Londres. En Angleterre, elle est employée par un collectionneur, revenant cependant régulièrement aider son père dans le développement de l'entreprise.
À partir de 2011, elle travaille plus de cinq ans à temps plein chez Taschen, dernièrement en tant que directrice de développement commercial. Elle participe ainsi à commercialiser d'autres produits (papier à lettres, impressions vendues sur Internet, bibelots pour boutiques et musées) et rénove le site web de la marque.
Elle est ensuite employée à Milan, où elle habite avec son conjoint et sa fille, ainsi qu’au siège de l’entreprise paternelle, à Cologne,. En décembre 2016, elle devient directrice générale de Taschen.